# Olivier Deschacht
Olivier Deschacht (* 16. Februar 1981 in Gent) ist ein ehemaliger belgischer Fußballspieler.

## Karriere
Mit sieben Jahren begann er für Begonia Lochristi zu spielen, bevor er 1991 zu KAA Gent wechselte. Er verbrachte dann zwei Jahre (1995–1997) beim SC Lokeren und unterzeichnete in Anderlecht, um in deren Akademie zu spielen. Sein Debüt in der ersten Mannschaft folgte 2001 unter Trainer Aimé Anthuenis. Während seiner Zeit beim RSC absolvierte er insgesamt 449 Ligaspiele und erzielte dabei elf Tore.
Zur Saison 2018/19 wechselte er nach 18 Jahren mit einem Vertrag über ein Jahr zu seinem alten Jugendverein Sporting Lokeren. Nachdem Lokeren in dieser Saison abgestiegen war, erhielt er von dort kein neues Vertragsangebot mehr.
Am 24. Juli 2019 unterschrieb Deschacht beim SV Zulte Waregem einen Vertrag mit Laufzeit für die neue Saison. Infolge einer Schulterverletzung endete die Saison 2019/20 für ihn bereits Mitte März, da eine Verletzungspause von drei bis vier Monaten erwartet wurde. Ungeachtet dessen wurde sein Vertrag am 3. April 2020 bis zum Ende der Saison 2020/21 verlängert. Seit dem Beginn der Saison 2020/21 stand Deschacht wieder für Waregem auf dem Platz und bestritt 33 von 34 möglichen Spielen für Waregem. Nach Ende der Saison gab er das Ende seiner aktiven Karriere bekannt.

## Erfolge
- Belgischer Meister: 2004, 2006, 2007, 2010, 2012, 2013, 2014, 2017
- Belgischer Pokalsieger: 2008
- Belgischer Supercupsieger: 2006, 2007